# Det svenska samhället 1720-2000
Det svenska samhället 1720-2000: böndernas och arbetarnas tid är en historiebok av Christer Ahlberger och Lars Kvarnström. Boken är utgiven av Studentlitteratur och utgivningsåret var 2004. En andra, uppdaterad och utökad upplaga kom 2006, och en tredje upplaga kom 2009. I den senare hade årtalet 2000 i titeln ändrats till 2006.
Boken är en direkt fortsättning på Thomas Lindkvists och Maria Sjöbergs Det svenska samhället 800-1720 - klerkernas och adelns tid (2006). Det moderna Sveriges framväxt skildras i två större tidsavsnitt: Böndernas tid (1720-1866) samt Arbetarnas tid (1866-2000), då dessa grupper enligt författarna hade störst betydelse för samhällsutvecklingen under sin tid.  